# Alla kvinnors avgud (1920)
Alla kvinnors avgud (engelska: The Great Lover) är en amerikansk drama-stumfilm från 1920. Filmen är regisserad av Frank Lloyd, med manus skrivet av Leo Ditrichstein, Fanny Hatton, Frederic Hatton och J.E. Nash.

## Rollista
- John St. Polis – Jean Paurel
- Richard Tucker – Ward
- Claire Adams – Ethel
- John Davidson – Sonino
- Alice Hollister – Bianca
- Lionel Belmore – Impresario
- Rose Dione – Sabotini
- Tom Ricketts – Potter
- Frederick Vroom – Läkare
- Gino Corrado – Sekreterare